# Терно д'Изола
Тѐрно д'Ѝзола (на италиански: Terno d'Isola; на ломбардски: Tèren, Терен) е градче и община в Северна Италия, провинция Бергамо, регион Ломбардия. Разположено е на 229 m надморска височина. Населението на общината е 8095 души (към 2018 г.).